# Le Sixième Palais
Le Sixième Palais (titre original : The Sixth Palace) est une nouvelle de science-fiction de Robert Silverberg.

## Publications
Entre 1965 et 2014, la nouvelle a été éditée à une trentaine de reprises dans des recueils de nouvelles de Robert Silverberg ou des anthologies de science-fiction.

### Publications aux États-Unis
La nouvelle est parue en février 1965 sous le titre The Sixth Palace dans le magazine Galaxy Magazine.
Elle a ensuite été régulièrement rééditée dans divers recueils de Robert Silverberg et diverses anthologies.

### Publications en France
La nouvelle est publiée en France :
- dans Galaxie (2e série), no 20, éditions OPTA, décembre 1965 (sous le titre Le Robot gardien) ;
- dans l'anthologie Histoires de robots (1974, rééditions en 1976, 1978, 1993, 1997) ;
- dans l'anthologie Chute dans le réel, Éditions Omnibus, janvier 1996 ;
- en 2002, dans le recueil Le Chemin de la nuit, avec une traduction de Pierre-Paul Durastanti et de René Lathière, avec une nouvelle édition en livre de poche chez J'ai lu en 2004. Elle est donc l'une des 124 « meilleures nouvelles » de Silverberg sélectionnées pour l'ensemble de recueils Nouvelles au fil du temps, dont Le Chemin de la nuit est le premier tome.

### Publication en Grande-Bretagne
La nouvelle a été publiée en Grande-Bretagne dans l'anthologie To the Dark Star (1991).

### Publications dans d'autres pays occidentaux
- en Italie : Il sesto palazzo (1965)[4] ;
- aux Pays-Bas : Het Zesde Paleis (1980)[5].
- en Allemagne : Der sechste Palast (1975) ;
- en Croatie : Šesta palača (1982).

## Résumé
Près de l'étoile rouge Valzar se trouve une planète sur laquelle se trouve un fabuleux trésor, gardé par un terrible robot appelé le Gardien du Trésor. Pour accéder aux richesses, il faut répondre aux questions du Gardien, qui ne connaît qu'une seule sanction : la mort immédiate par rayon laser. De nombreux aventuriers se sont déjà présentés devant le Gardien, et la légende dit que nul n'a jamais pu répondre à l'intégralité des questions du Gardien. 
Deux amis, Lipescu et Bolzano, ont décidé de tenter l’aventure. Munis d'un ordinateur ultra puissant détenant théoriquement tout le savoir connu de l'Univers, ils se présentent devant le Gardien pour répondre à ses questions. Lipescu se présente et annonce vouloir subir les épreuves. Le Gardien lui pose une première question, puis une deuxième, et ainsi de suite. La 18e question consiste à énoncer le théorème de Pythagore. Lipescu énonce ce théorème, et… le Gardien l'exécute… 
En tremblant, Bolzano se présente à son tour devant le Gardien pour subir les épreuves…